# Spongodes unicolor
Spongodes unicolor is een zachte koraalsoort uit de familie Nephtheidae. De koraalsoort komt uit het geslacht Spongodes. Spongodes unicolor werd in 1862 voor het eerst wetenschappelijk beschreven door Gray. 